# Stachys menthoides
Stachys menthoides là một loài thực vật có hoa trong họ Hoa môi. Loài này được Kotschy & Boiss. miêu tả khoa học đầu tiên năm 1879.